# Nada Surf
Nada Surf es una banda de rock alternativo formado en 1992 en Nueva York, integrado por Matthew Caws (guitarra y voz), Daniel Lorca (bajo y voz), Doug Gillard (guitarra) e Ira Elliot (batería y voz). La banda obtuvo su reconocimiento mundial gracias a "Popular" del álbum High/Low (1996).

## Historia
El grupo se formó en 1992 con Matthew Caws, Daniel Lorca y otro batería, que abandonó el proyecto tras la grabación de las demos para el primer disco, High/Low. Éste fue sustituido por Ira Elliot, exbatería de The Fuzztones, consolidando así la formación que se mantiene hasta hoy.
Matthew Caws pertenece a una familia de profesores universitarios, y habla varios idiomas. Su formación universitaria se observa en la calidad de sus letras. Durante los tres primeros discos de la banda ha utilizado siempre guitarras Gibson Les Paul y ningún pedal de efectos.
Daniel Lorca, de familia madrileña y afincado en Nueva York desde la infancia, se encarga de hacer la mayoría de coros en directo y utiliza el mismo bajo Fender Precision destrozado que recibió como regalo de su madre a los 14 años. Sus líneas de bajo son melódicas, con claras influencias del new wave de los años 1980, y especialmente de New Order, cuyo tema Blue Monday han versionado a menudo. 
Ira Elliot tocó con The Fuzztones de Rudi Protrudi a fines de los años 1980, y se caracteriza por unas partes de batería aparentemente simples, pero que apoyan mucho la canción y son fácilmente reconocibles como suyas. Su estilo es similar al de Keith Moon de los The Who.
High/Low tuvo gran éxito gracias al sencillo "Popular", en el que Caws nos cuenta cómo ser el más popular del instituto. El vídeo que acompañaba a la canción fue emitido con cierta frecuencia en la MTV, lo que llevó a muchos a pensar que el grupo era tan sólo un one-hit wonder de fácil consumo y destinado a desaparecer. El disco fue mezclado por Ric Ocasek de The Cars y publicado en 1996.
En 1998 el grupo publica 'The Proximity Effect, que les consolida con canciones tan acertadas como "Mother's day", "Robot" (en las que hablan de las consecuencias de los abusos sexuales) o "Firecracker", su primer single. 
Tras una espera de cuatro años, aparece Let Go, en el que apuntan nuevas vías con el uso de teclados y algunos sintetizadores, aunque siempre al servicio de un power pop enérgico y dominado por el sonido de las guitarras. La temática es más madura, con canciones sobre la falta de comunicación en "Killian's red" o la apatía en "Fruit Fly". En este disco se encuentra una pista llamada "Blonde on Blonde" que aparece en la banda sonora de Tormenta de verano, película alemana que cuenta la historia sobre dos amigos, en la que uno se enamora del otro.
En 2005 publican The Weight Is a Gift, donde los teclados cobran mayor protagonismo. El disco fue producido por Chris Walla de Death Cab for Cutie, y su influencia es observable en una mayor atención a las atmósferas y los coros, sin modificar radicalmente el sonido de la banda.
En febrero de 2008 es lanzado Lucky, que en un principio se iba a llamar Time for a plan A. El disco de libre distribución en Europa se caracteriza por mantener ritmos indie pop conservando melodías vitalistas y letras estrictamente personales. En su creación contó con las aportaciones de Ben Gibbard, de Death Cab For Cutie, y de Sean Nelson, de Harvey Danger entre otras.
En 2012 la banda introduce como cuarto miembro al guitarrista de Guided By Voices, Doug Gillard.

## Miembros
- Matthew Caws - Guitarra y voz (1992-presente).
- Daniel Lorca - Bajo y voz (1992-presente).
- Ira Elliot - Batería y voz (1995-presente).
- Doug Gillard - Guitarra y voz (2012-presente).

## Discografía

### Álbumes de estudio
- High/Low (1996)
- The Proximity Effect (1998)
- Let Go (2002)
- The Weight Is a Gift (2005)
- Lucky (2008)
- If I Had a Hi-Fi (2010)
- The Stars Are Indifferent To Astronomy (2012)
- You Know Who You Are (2016)
- Peaceful ghosts (2016)
- Never Not Together (2020)
- Moon Mirror (2024)